# 哈代-李特尔伍德第二猜想
哈代－李特尔伍德第二猜想（second Hardy–Littlewood conjecture）是數論中的一個猜想，是由數學家G·H·哈代及約翰·恩瑟·李特爾伍德提出，和區間內的質數個數有關，假設π(x)為小於等於x整數中的質數個數（素数计数函数），則哈代－李特尔伍德第二猜想為
π(x + y) ≤ π(x) + π(y)
對於 x, y ≥ 2時成立。

## 和哈代－李特尔伍德第一猜想的關係
若哈代-李特尔伍德第二猜想成立，表示從x + 1到x + y之間的質數個數恆小於或等於1到y之間的質數個數。目前已證明此猜想在質數k元組上可能和哈代－李特尔伍德第一猜想不一致，第一個不一致的數字可能出現在相關大的x。若哈代－李特尔伍德第一猜想成立，第一組使哈代－李特尔伍德第二猜想不成立的質數k數組會出現在x在1.5 × 10174及101198之間的數值。